# Resorcinoldiglycidylether
Resorcinoldiglycidylether ist eine chemische Verbindung aus der Gruppe der Epoxide und Ether.

## Vorkommen

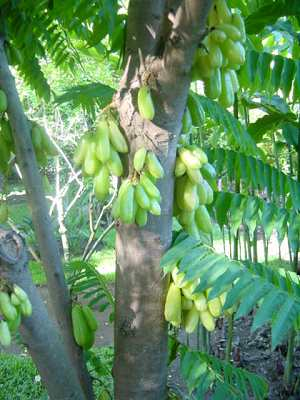
Gurkenbaum

Resorcinoldiglycidylether wurde natürlich im Gurkenbaum (Averrhoa bilimbi) nachgewiesen.

## Gewinnung und Darstellung
Resorcinoldiglycidylether kann durch Reaktion von Resorcin mit Epichlorhydrin und anschließender Dehydrohalogenierung des entstehenden Produkts hergestellt werden.

## Eigenschaften
Resorcinoldiglycidylether ist eine gelbliche, brennbare, schwer entzündbare Paste, die praktisch unlöslich in Wasser ist. Ein verunreinigtes Produkt kann bei Raumtemperatur flüssig sein.

## Verwendung
Resorcinoldiglycidylether wird als Reaktivverdünner und Modifikator in Epoxidharzen, die in Beschichtungen, Verguss- und Werkzeugmassen, Klebstoffen und Verbundwerkstoffen eingesetzt werden, verwendet. Diglycidylresorcinether wird auch als Vernetzungsmittel bei der Herstellung von Polysulfidkautschuk verwendet. Seit den 1990er Jahren wurde es hauptsächlich in der Luft- und Raumfahrtindustrie verwendet. Die industrielle Produktion der Verbindung begann in den USA im Jahr 1974.

## Sicherheitshinweise
Es ist davon auszugehen, dass Resorcinoldiglycidylether ein Karzinogen für den Menschen ist, da Studien an Versuchstieren ausreichende Hinweise auf Karzinogenität ergeben haben.

## Regulierung
Über den Safe Drinking Water and Toxic Enforcement Act of 1986 besteht in Kalifornien seit dem 1. Juli 1989 eine Kennzeichnungspflicht für Produkte, die Resorcinoldiglycidylether enthalten.